# Sakule
Sakule  (ćir.: Сакуле) je naselje u općini Opovo u Južnobanatskom okrugu u Vojvodini.

## Stanovništvo
U naselju Sakule živi 2.048 stanovnika, od toga 1.641 punoljetnih stanovnika, a prosječna starost stanovništva iznosi 41,9 godina (40,6 kod muškaraca i 43,2 kod žena). U naselju ima 681 domaćinstava, a prosječan broj članova po domaćinstvu je 3,01.
| Etnički sastav 2002. |            |        |
| Narod                | Stanovnika | %      |
| Srbi                 | 1.942      | 94,82% |
| Jugoslaveni          | 27         | 1,31%  |
| Romi                 | 23         | 1,12%  |
| Slovaci              | 19         | 0,92%  |
| Rumunji              | 6          | 0,29%  |
| Makedonci            | 6          | 0,29%  |
| Crnogorci            | 5          | 0,24%  |
| Hrvati               | 3          | 0,14%  |
| ostali               | 5          | 0,22%  |
| nepoznato            | 2          | 0,09%  |

| broj stanovnika | 2908  | 2822  | 2725  | 2525  | 2280  | 2200  | 2048  |
|                 | 1948. | 1953. | 1961. | 1971. | 1981. | 1991. | 2001. |

## Vanjske poveznice
- Karte, udaljenosti i vremenska prognoza  Arhivirana inačica izvorne stranice od 5. listopada 2009. (Wayback Machine)
- Satelitska snimka naselja  Arhivirana inačica izvorne stranice od 20. ožujka 2021. (Wayback Machine)